# Gekroesde melkdistel
De gekroesde melkdistel of ruwe melkdistel (Sonchus asper) is een kruidachtige, eenjarige plant uit de composietenfamilie (Compositae oftewel Asteraceae).
De stengel heeft geen tussenschotten. De plant wordt 30-60 cm hoog.
De bladeren zijn niet of weinig ingesneden, gelobd of veerdelig. De bladrand is stekelig getand, waarbij de stekels meer lang dan breed zijn. Ze hebben aan de bovenzijde een donkergroene, glanzende kleur.
De gele lintbloemen hebben haren op de pappus met teruggerichte stekelhaartjes. De omwindselbladen hebben geen of weinig witte haren en gele klierharen.

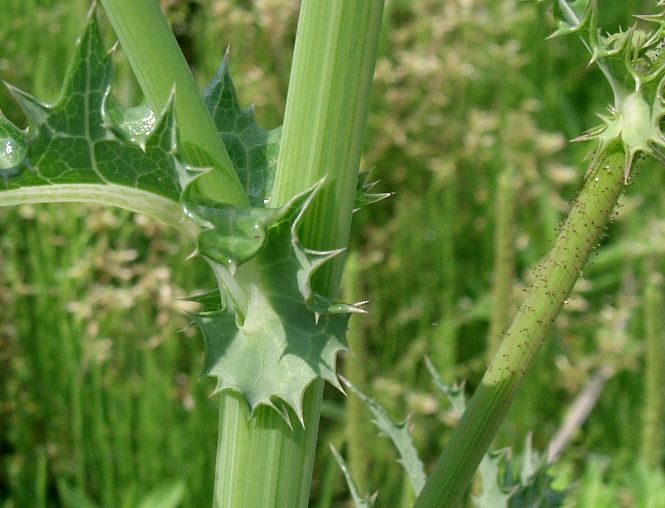
Gekroesd blad

## Ecologie
De plant groeit op vochtige, open, voedselrijke grond. De plant komt in de Benelux algemeen voor.
De soort is waardplant voor de larven van de nachtvlinders Crombrugghia distans en Cucullia lactucae.